# Dirizza
Dirizza, war ein Volumen- und Getreidemaß in Arbe. Der Ort Rab auf der gleichnamigen kroatischen Insel wurde im Italienischen mit Arbe bezeichnet.
- 1 Dirizza = 1,60225 Liter
  - 1 Mina = 8 Dirizza